# Vendredi sur Mer
Vendredi sur Mer - właśc. Charline Simone Rosemonde Mignot (ur. 20 kwietnia 1995 w Genewie) – szwajcarska piosenkarka i fotografka.

## Życiorys
Charline Mignot dorastała w Romandii, by później przenieść się do Lyonu, gdzie ukończyła szkołę artystyczną. Swoja karierę rozpoczęła jako fotografka, współpracując z takimi markami, jak Hermès. Jednak spotkanie z menedżerem Paulem Andrieux zachęciło ją do spróbowania swoich sił w branży muzycznej. Przyjęła pseudonim Vendredi sur Mer (dosł. Piątek nad morzem), chcąc połączyć poezję z motywem podróży.
"Chciałam, aby nazwa była zaproszeniem do świata podróży, poezji i marzeń" - wyjaśnia. "I myślę, że morze jest najlepszym miejscem do znalezienia inspiracji (zwłaszcza gdy pada deszcz)".
Lewis OfMan komponuje muzykę do jej utworów. W listopadzie 2017 roku ukazała się jej debiutancka EP-ka Marée basse. W 2018 roku wystąpiła na festiwalu Paléo w Nyonie, a w 2019 roku wydała album Premiers émois i wystąpiła 30 maja na festiwalu Imaginarium w Compiègne.
W marcu 2022 roku ukazała się druga płyta piosenkarki Métamorphose.

## Dyskografia

### Albumy studyjne
| Tytuł          | Dane dot. albumu                                                     |
| -------------- | -------------------------------------------------------------------- |
| Premiers Émois | - Wydany: 22 marca 2019 - Wytwórnia: Profil de Face                  |
| Métamorphose   | - Wydany: 18 marca 2022 - Wytwórnia: Sony Music Entertainment France |

### EP
| Tytuł       | Dane dot. albumu                                        |
| ----------- | ------------------------------------------------------- |
| Marée basse | - Wydany: 24 listopada 2017 - Wytwórnia: Profil de Face |

### Single
| Rok  | Tytuł                  | Album          |
| ---- | ---------------------- | -------------- |
| 2015 | „Mort/Fine”            | –              |
| 2018 | „Écoute chérie”        | Premiers Émois |
| 2019 | „Chewing-gum”          | Premiers Émois |
| 2021 | „Comment tu vas finir” | Métamorphose   |
| 2022 | "Le Lac"               | Métamorphose   |
| 2022 | "Tout m'ennuie"        | Métamorphose   |